# 北垣信行
北垣 信行（きたがき のぶゆき、1918年1月7日 - 1981年10月21日）は、ロシア文学者。
茨城県下妻市出身。北海道大学助教授を経て、東京大学教養学部教授。当初大竹博吉とともにルイセンコ論争に加わったが、のちロシア文学の翻訳・研究に専念し、レールモントフ、ゴーゴリのほか、トルストイ『戦争と平和』、ドストエフスキー『罪と罰』『白痴』『カラマーゾフの兄弟』などを翻訳した。

## 著作

### 共編著
- 農業生物学 ルイセンコとその学説 大竹博吉共編 ナウカ社, 1950
- ロシアの文学 木村彰一・池田健太郎共著 明治書院, 1966
- ロシア文学史 木村彰一・池田健太郎共編 明治書院, 1972

### 翻訳
※はグーテンベルク21（電子書籍）で再刊
- ムツイリ・悪魔　M.レールモントフ 日本評論社, 1948
- 人生論　トルストイ 春秋社, 1952 のち講談社文庫
- ヴィリヤムスの生涯と学説 ソヴェト土壌学の父の業績

イ・クルペーニコフ／エリ・クルペーニコフ 青銅社, 1953
- 変革の生物学　ミチューリン学説の通俗的解明

サフォーノフ 勝田昌二・斎藤勉京訳 青銅社, 1954
- ルイセンコ選集 農業生物学　大竹博吉共訳 ナウカ出版部, 1956
- 世界文学大系 オブローモフ気質とは何か　ドブロリューボフ 筑摩書房, 1959
- 世界名作全集 大尉の娘・父と子　ツルゲーネフ 筑摩書房, 1961
- イワンのばか※　トルストイ 白水社, 1963 のち旺文社文庫
- 世界文学大系　トルストイ 幼年時代 筑摩書房, 1964 のち講談社文庫
- 世界青春文学名作選 外套　ゴーゴリ 学習研究社, 1965
- ドストエフスキイ　レオニード・グロスマン 筑摩書房, 1966
- 世界文学全集18 ドストエフスキイ 罪と罰※ 講談社, 1967、のち新版、同文庫 全2巻
- トルストイ選集 第1巻 少年時代・青年時代　筑摩書房, 1967、のち講談社文庫
- 世界文学全集19.20 ドストエフスキイ カラマーゾフ兄弟※ 講談社, 1968、のち新版、同文庫 全3巻
- 世界文学全集9　レールモントフ　現代の英雄　講談社, 1969、未知谷, 2014
- 貧しき人々※　ドストエフスキー　旺文社文庫, 1970
- 検察官・外套・肖像画※　ゴーゴリ　旺文社文庫, 1971
- 世界文学全集42.43 ドストエフスキイ　白痴、白夜※ 講談社, 1974
- 世界文学全集49.50.51　トルストイ　戦争と平和※ 講談社, 1974、のち同文庫 全6巻
- 世界文学全集44　ドストエフスキイ 未成年※ 講談社 1977
- エルミタージュ美術館 全5巻　ボリース・ピオトロフスキィ 講談社, 1977-78 - 編訳
- プーシキン全集3　民話詩・劇詩 河出書房新社, 1980 - 前者を訳